# Mozart: 16. szimfónia
A 16. (C-dúr) szimfónia, K 128 Wolfgang Amadeus Mozart 1772 májusában komponált szimfóniáinak egyike. Mozart ekkor 16 éves volt, és két olasz út között otthon (Salzburgban) tartózkodott. A mű hagyományos hangszerelésű (két oboa, két kürt és vonósok), illetve hagyományos felépítésű a tételek rendjét tekintve:
1. Allegro maestoso
2. Andante grazioso
3. Allegro

Első, C-dúrban íródott tétele szonátaformájú, először az ember a sok triola miatt 9/8-os ütemmutatót is feltételezhet. Ennek ellenére az expozíció fele után világossá válik, hogy a tétel 3/4-ben van. A kidolgozási rész rövid, de tele van trükkös modulációkkal, egészen a rekapitulációig.
A második tétel is szonátaformájú, de itt csak vonósok szerepelnek.
A harmadik tétel egy táncos rondó, ahol a fúvóshangszerek is szerepelnek.